# シトラス学園
『シトラス学園』（シトラスがくえん）は、山本ルンルンによる日本の漫画作品。
『CUTiE Comic』（宝島社）2000年9月号から2001年7月号（休刊号）まで、また『Vanilla』（講談社）2002年4月号（創刊号）から2003年2月号（休刊号）まで連載されていた。

## 概要
『シトラス学園』は、山本ルンルン初の雑誌連載作品である。連載作品であるが、各エピソードがオムニバス形式になっており、登場人物や舞台は毎回異なる。山本は『シトラス学園』連載前から『CUTiE Comic』に短編漫画を掲載しており、本作はそれら短編漫画の延長線上にあるといえる。
タイトルに「シトラス学園」とあるが、シトラス学園以外の場所が舞台となるエピソードもあり、シトラス公国が舞台という点のみ共通している。登場人物も毎回異なるが、他のエピソードの主人公が別のエピソードに脇役として登場することは多々ある。
ストーリーは、ファンタジックな世界観で繰り広げられる様々な人間模様を描いたもの。『オリオン街』『マシュマロ通信』といった山本の他作品（『マシュマロ通信』は今作と同じくシトラス公国を舞台としている）と共通する作風であるが、それらの作品に比べ内容にやや毒気がありブラックユーモアが含まれたエピソードが多い。
単行本は宝島社から刊行されたが、途中で掲載誌が『Vanilla』（講談社）に移ったため、未収録作品が存在した。未収録作品は後述の『シトラス学園 完全版』に収録されている。

## 登場人物
オムニバス作品であるため、主要登場人物といったものは存在しない。ここでは、『シトラス学園 完全版』における登場順に記す。
なお、デイジーらの学年は小学部の4回生（10歳）である。
ドロシーピンクの長髪の女子。ミランダの友人。
ミランダ黒色の巻き毛の女子。ビボー（美貌）が自慢の自信家で、周囲の注目を集めたいと思っている。
マニー水色の髪の女子。ミランダの友人。ミランダ、ドロシー、マニーの3人で居る事が多い。
校長先生シトラス学園の校長。間の抜けた顔をしているため、多くの生徒からなめられているが、一部の生徒は「本当はとても恐ろしい人」と怖がっている。
ジル三つ編みとそばかすが特徴の女子。クラスの中では比較的冷静。洋裁が得意で、自分で衣装を製作している。イギーと特に仲が良い。
イギー黒い長髪の男子。バンドでギターとボーカルを務めており、女子から人気。学校から離れたマッシュ村に住んでいる。
デイジーオレンジの髪の女生徒。おてんばで気性の荒いトラブルメーカー。単行本の表紙もつとめた。
マッドちゃんデイジーが飼っているペットの「ウサギイヌ」。デイジーとよく喧嘩している。
マギー先生デイジーらの担任教師。彼氏いない暦26年。極度の占いマニアで、占いに従って行動している。
ボリスオレンジのパーマヘアの男子。6人兄弟。両親が居ないためとても貧乏で、アルバイトで生計を立てているほか、ミッシェルを背負ったまま学校に来ている。冷静沈着で大人びた性格。
ミッシェルボリスの一番下の妹。まだしゃべる事のできない乳児。おとなしく何事にも興味を示さない。
スージー藍色のボブカットの女子。学級委員長で、成績は学年一番。学校では気丈に振る舞っているが、親の愛情があまり受けられておらず心が荒んでいる。
リスキーサングラスをかけた男子。学校にもあまり来ない不良で、飲酒や喫煙もしている。父親は酒乱で母親はいない。
ニコルメガネをかけた男子。いわゆるガリ勉で、うるさいクラスメイトたちを快く思っていない。学年2位であり、学年1位のスージーをライバル視している。
ロベルタおとなしくて内気な女子。SFが好きで、ジャックとの仲が良い。
ジャックサッカーとSFが好きな男子。キワモノぞろいのクラスの中ではいたってまとも。
フューチャー博士ロベルタの父親の植物学者。歌う花や害虫を捕食する植物などを開発していたが、研究費の使い過ぎでクビに。

## シトラス学園 完全版
『シトラス学園 完全版』は、2005年2月16日に太田出版から刊行された漫画単行本である。
「完全版」の名のとおり、『CUTiE Comic』（宝島社）、『Vanilla』 （講談社）両誌掲載分に加えて、『ガロ』（青林堂）に掲載されたデビュー作含む初期の作品や同人誌掲載の短編等25本を収めた作品集であり、山本ルンルンの短編集としての側面も持っている。かなり充実した内容であったが、現在は版元にも在庫がないなど絶版状態になっている。

### 『シトラス学園 完全版』のエピソード一覧
『シトラス学園』
1. ナイトメア校長先生
2. 魔法のステッキ
3. 乙女ココロ
4. 1年分のおかし
5. 真夜中のやっかい者
6. さびしんぼスージー
7. 大人のあいつ
8. お父さんの研究
9. だめだめ魔女
10. ジョンソン・サーカス
11. バンド・フェス
12. フレンドシップ
13. 秘密の裏庭
14. スージーの放課後
15. かっこいいイギー
16. ア・グリーン・ユース
17. 祭りのあと
18. ディスコ・ナイト
19. がんばれ!ニコル
20. アバウト・ミス・マギー
21. サンタが街に…
22. ボリスあやうし!
23. デイジーのお誕生日
24. 地球のトモダチ
25. ニコルの憂鬱

※『学校の階段』は『シトラス学園 キューティ』に収録
『ルンルンアワー』
1. LOVE YOUR PUDDING
2. メルヘン爆弾
3. ウサギと姉さんと僕
4. チューインガムちょうだい!
5. SHOPPING
6. REINCARNATION
7. PRETTY INVADER
8. SPACE FAMILY
9. 路上の魔法使い
10. 素敵なピクニック
11. フェアリー・ミステリー
12. シロとクロのおるすばん
13. キティ・クライシス
14. ローテーション・ラヴ
15. メルヘン料理
16. TELEVISION
17. お婆さんのお仕事
18. ベレッタの素敵なケーキ
19. すてきなイチゴダケ
20. スターアイスクリーム
21. SUNNYDAY AFTERNOON

『ミス・ポピーシードのメルヘン横丁』
1. さよなら子供時代
2. 寒さと空腹と